# Faltungsmatrix
Faltungsmatrizen (auch Kern, Filterkern, Filteroperator, Filtermaske oder Faltungskern genannt, englisch convolution kernel) werden in der digitalen Bildverarbeitung für Filter verwendet. Es handelt sich meist um quadratische Matrizen ungerader Abmessungen in unterschiedlichen Größen. Viele Bildverarbeitungsoperationen können als lineares System dargestellt werden, wobei eine diskrete Faltung, eine lineare Operation, angewandt wird.
Für diskrete zweidimensionale Funktionen (digitale Bilder) ergibt sich folgende Berechnungsformel für die diskrete Faltung:
{\displaystyle I^{*}(x,y)=\sum _{i=1}^{n}\sum _{j=1}^{n}I(x-i+a,\;y-j+a)k(i,j)}
{\displaystyle I^{*}(x,y)} ist hier das Ergebnispixel, {\displaystyle I} ist das Bild, auf welches der Filter angewandt wird, {\displaystyle a} ist die Koordinate des Mittelpunkts in der quadratischen Faltungsmatrix, und {\displaystyle k(i,j)} ist ein Element der Faltungsmatrix. Um den Mittelpunkt eindeutig definieren zu können, sind ungerade Abmessungen der Faltungsmatrizen notwendig.
Bei 3×3-Faltungsmatrizen ist {\displaystyle n=3} und {\displaystyle a=2}.
Bei 5×5-Faltungsmatrizen ist {\displaystyle n=5} und {\displaystyle a=3}.

## Beispiele
- Glättungsfilter, Mittelwertfilter (Weichzeichner)

{\displaystyle {\frac {1}{9}}\cdot {\begin{pmatrix}1&1&1\\1&1&1\\1&1&1\end{pmatrix}}}
- Schärfungsfilter

{\displaystyle {\begin{pmatrix}0&-1&0\\-1&5&-1\\0&-1&0\end{pmatrix}}}
- Kantenfilter, Laplace

{\displaystyle {\begin{pmatrix}0&1&0\\1&-4&1\\0&1&0\end{pmatrix}}}
- Relieffilter

{\displaystyle {\begin{pmatrix}-2&-1&0\\-1&1&1\\0&1&2\end{pmatrix}}}

## Faltungstheorem
Mithilfe des Faltungstheorems kann der Aufwand zur Berechnung einer diskreten Faltung von der Komplexitätsklasse {\displaystyle {\mathcal {O}}(n^{2})} auf {\displaystyle {\mathcal {O}}(n\cdot \log n)} reduziert werden.